# Stanisław Rosłoniec
Stanisław Rosłoniec (ur. 25 czerwca 1948 w Ostaszewie k. Ciechanowa) – polski nauczyciel akademicki, profesor nauk technicznych w dyscyplinie elektronika.

## Życiorys
W roku 1967 po zakończeniu nauki w Liceum Pedagogicznym w Pułtusku rozpoczął studia na Wydziale Elektroniki Politechniki Warszawskiej. Studia te ukończył w roku 1972 uzyskując dyplom magistra inżyniera w specjalności radiotechnika i podjął pracę zawodową w Instytucie Radioelektroniki Politechniki Warszawskiej. W początkowym jej okresie ukończył Studium Podyplomowe w zakresie pedagogiki wyższego szkolnictwa technicznego i odbył staż naukowy w Moskiewskim Elektrotechnicznym Instytucie Łączności. W roku 1976 uzyskał stopień doktora nauk technicznych za rozprawę poświęconą zjawiskom nieliniowych powstającym we wzmacniaczach i generatorach mikrofalowych z diodami lawinowo przelotowymi. Rozprawę habilitacyjną poświęconą nowym metodom projektowania wybranych, liniowych układów mikrofalowych obronił w roku 1991. W roku 1996 został awansowany na stanowisko profesora nadzwyczajnego w Politechnice Warszawskiej i na stanowisko profesora w Przemysłowym Instytucie Telekomunikacji. Tytuł profesora nauk technicznych w dyscyplinie elektronika uzyskał w roku 2001. W roku 2013 został awansowany na stanowisko profesora zwyczajnego w Politechnice Warszawskiej. Od roku 1976 jest żonaty. Jego syn Wojciech również ukończył studia na Wydziale Elektroniki Politechniki Warszawskiej uzyskując stopień doktora nauk technicznych w dyscyplinie elektronika.

## Działalność dydaktyczna i naukowa
Początkowa działalność naukowa skupiała się wokół zjawiska jonizacji zderzeniowej zachodzącej w  diodach lawinowo przelotowych pracujących w modzie IMPATT i jego wykorzystania do wzmacniania i generacji drgań mikrofalowych. Temu też zagadnieniu było poświęconych kilka jego pierwszych publikacji naukowych i rozprawa doktorska. Jednym z najważniejszych osiągnięć z tego okresu było opracowanie nieliniowego modelu diody lawinowo przelotowej i metodyki eksperymentalnego wyznaczania jego wielkosygnałowych parametrów. Zjawisko jonizacji zderzeniowej występuje również w tranzystorach bipolarnych z szeroką bazą, nazywanych potocznie lawinującymi. Wykorzystując tranzystory tego typu skonstruował kilka oryginalnych generatorów impulsów nanosekundowych małej i średniej mocy dla potrzeb reflektometrii czasowej i do zasilania diod laserowych.
Od roku 1980 głównym zagadnieniem jego działalności naukowej było wspomagane komputerem projektowanie liniowych układów mikrofalowych, takich jak współmierne i niewspółmierne schodkowe transformatory impedancji, hybrydowe dzielniki mocy, zbliżeniowe i gałęziowe sprzęgacze kierunkowe i różnego rodzaju filtry. Uzyskane, nowe jakościowo wyniki zostały opublikowane w wielu renomowanych czasopismach naukowych, między innymi w IEEE Transactions on Microwave Theory and Techniques (MTT), Archiv für Elektronik und Übertragungstechnik (AEÜ) i Radiotiechnika i Elektronika AN ZSRR. Niektóre z tych wyników (metod projektowania) są prezentowane również w czterech napisanych przez niego książkach, z których dwie "Algorytmy projektowania wybranych liniowych układów mikrofalowych" i "Metody matematyczne w projektowaniu układów elektronicznych o parametrach rozłożonych" zostały wydane w latach 1987 i 1988, odpowiednio przez WKŁ i WNT. Trzecia książka "Algorithms for computer – aided design of linear microwave circuits" została opublikowana w roku 1990 przez wydawnictwo Artech House, Inc., Boston (USA). Opracowane przez niego oryginalne metody syntezy wybranych układów mikrofalowych, wykorzystujące obwód prototypowy w postaci uogólnionego toru schodkowego (R – transformator) przedstawił w rozprawie habilitacyjnej zatytułowanej "O zastosowaniu torów schodkowych w projektowaniu liniowych układów mikrofalowych", którą obronił w roku 1991 przed Radą Wydziału Elektroniki Politechniki Warszawskiej. Wyniki dalszej pracy nad tym zagadnieniem zostały opublikowane w monografii "Liniowe obwody mikrofalowe – metody analizy i syntezy" wydanej w roku 1999 przez  WKŁ.
Z przedstawioną wyżej działalnością naukową, nierozerwalnie wiąże się jego działalność dydaktyczna na Wydziale Elektroniki i Technik Informacyjnych Politechniki Warszawskiej. W latach 1977–1990 prowadził wykłady z przedmiotów ’’Podstawy techniki mikrofalowej’’ oraz ’’Materiały i elementy radioelektroniczne’’. Od roku 1991 prowadził autorskie wykłady ’’Analiza i synteza układów mikrofalowych’’ oraz ’’Podstawy radiolokacji i radionawigacji’’. Ponadto, w latach 1992-1994 prowadził wykłady  ’’Podstawy elektroniki’’ i ’’Komputerowe projektowanie układów elektronicznych’’ na Wydziale Elektrycznym Politechniki Białostockiej. Do wykładu ’’Metody numeryczne w radioelektronice’’, opracował podręcznik ’’ Wybrane metody numeryczne z przykładami zastosowań w zadaniach inżynierskich’’. Pierwsze i drugie (rozszerzone) wydania tego podręcznika zostały opublikowane przez Oficynę Wydawniczą Politechniki Warszawskiej (OWPW), odpowiednio w latach 2002 i 2008. Trzecie, zmienione wydanie ukazało się drukiem w roku 2017. Anglojęzyczna wersja drugiego wydania tego podręcznika zatytułowana "Fundamental numerical methods for electrical engineering" została opublikowana w roku 2008 przez Springer Verlag, Heidelberg – Berlin. Oprócz zajęć wykładowych i laboratoryjnych sprawował opiekę merytoryczną nad kilkudziesięcioma dyplomantami i siedmioma doktorantami, którzy obronili swoje rozprawy doktorskie.

## Działalność badawczo konstrukcyjna  na rzecz przemysłu radiolokacyjnego
Od roku 1992 ściśle współpracował  z  Przemysłowym Instytutem Telekomunikacji (PIT) w Warszawie gdzie zajmował się opracowywaniem ścianowych, synfazowych anten radiolokacyjnych. Kilka z zaprojektowanych przez niego anten  zastosowano w stacjach radiolokacyjnych typu TRD – 12, TRD – 12M  i TRS -15 będących na wyposażeniu Wojska Polskiego.
Wykonał wiele prac badawczo konstrukcyjnych, których wyniki umożliwiły zaprojektowanie i realizację anten radiolokacyjnych typu CAR-1100 przeznaczonych dla kontrahenta zagranicznego. Niewątpliwie, doświadczenie inżynierskie zdobyte w PIT wzbogaciło napisany przez niego podręcznik  Podstawy techniki antenowej, który w roku 2006 został opublikowany przez OWPW. Ponadto wykonał szereg węższych tematycznie prac  konstrukcyjnych, na przykład związanych z projektowaniem wielokanałowych dzielników / sumatorów dla bezkontaktowego złącza obrotowego (na pasmo C), zintegrowanych kolumn sprzęgaczy kierunkowych antenowego układu formowania wiązek (matrycy Blassa) i wielooktawowych filtrów pasmowo zaporowych o dużej odporności na przebicie elektryczne.
Oprócz działalności badawczo konstrukcyjnej przeprowadził w PIT – RADWAR kilka rocznych szkoleń o tematyce radiolokacyjnej, radionawigacyjnej i projektowania układów mikrofalowych, w tym różnego rodzaju  szyków  antenowych.

## Najważniejsze publikacje i patenty
Prof. Stanisław Rosłoniec jest autorem ponad  60  recenzowanych publikacji naukowych, 8 książek i 3 patentów. Tytuły książek i uzyskanych patentów zestawiono poniżej.
1. Rosłoniec S., Algorytmy projektowania wybranych liniowych układów   mikrofalowych. WKŁ, Warszawa  1987
2. Rosłoniec S., Metody matematyczne w projektowaniu układów  elektronicznych o  parametrach rozłożonych. WNT, Warszawa  1988
3. Rosłoniec  S., Algorithms for computer – aided design of  linear  microwave circuits. Artech House, Inc., Boston  (USA) 1990
4. Rosłoniec S., O zastosowaniu torów schodkowych w projektowaniu liniowych obwodów mikrofalowych.  Wydawnictwo Politechniki Warszawskiej,  Warszawa 1991
5. Rosłoniec S., Liniowe obwody  mikrofalowe – metody analizy i syntezy. WKŁ, Warszawa 1999
6. Rosłoniec S., Wybrane metody numeryczne z przykładami zastosowań w zadaniach inżynierskich. Oficyna Wydawnicza Politechniki Warszawskiej, Warszawa 2002, wydanie 2 rozszerzone 2008, wydanie 3 zmienione  2017
7. Rosłoniec S.,  Podstawy techniki antenowej. Oficyna Wydawnicza Politechniki Warszawskiej, Warszawa 2006
8. Rosłoniec S., Fundamental numerical methods for electrical engineering. Springer Verlag,  Heidelberg – Berlin 2008
9. Generator impulsów nanosekundowych. Patent  Nr. 11370 z dn. 15.05.1982 r. wydany przez Urząd Patentowy Rzeczypospolitej Polskiej.
10. Układ dopasowująco – symetryzujący elementu promieniującego na pasmo S. Patent Nr. 183477 z dn. 28.06.2002 r. wydany przez Urząd Patentowy Rzeczypospolitej Polskiej.
11. Szybkodziałający wyłącznik antenowy o dużej obciążalności energetycznej. Patent  Nr. 355090 z dn. 26.02.2009 r. wydany przez Urząd Patentowy Rzeczypospolitej Polskiej.

## Najważniejsze nagrody i wyróżnienia
Za przedstawioną wyżej działalność naukową i dydaktyczną był wielokrotnie nagradzany, w tym czterema indywidualnymi nagrodami Ministra Nauki Szkolnictwa Wyższego i Techniki (Ministra Edukacji Narodowej), nagrodą Sekretarza Wydziału IV Nauk Technicznych PAN, Medalem Komisji Edukacji Narodowej,
Złotym Medalem MON za zasługi dla obronności kraju, czterema indywidualnymi nagrodami Rektora Politechniki Warszawskiej i licznymi dyplomami uznania Dyrekcji PIT. Jest członkiem Sekcji Mikrofal i Radiolokacji Komitetu Elektroniki i Telekomunikacji PAN. Uzyskał także status Live Senior Member  of  Institute of  Electrical and Electronics Engineers.